# Ванпанчмен
One-Punch Man (яп. ワンパンマン Вампамман, «Ванпанчмен», букв. «Человек одного удара») — японский веб-комикс, созданный мангакой под псевдонимом ONE, который публикуется в свободном доступе в интернете с 2009 года. В 2012 году был начат выпуск работы в формате цифровой манги с иллюстрациями Юсукэ Мураты под руководством ONE. Манга лицензирована для издания в России издательством «Азбука-Аттикус». Общий выпуск манги только в Японии в 2017 году превысил 14 млн экземпляров. По состоянию на апрель 2020 года число проданной манги превысило 30 млн экземпляров.
С октября по декабрь 2015 года на различных телеканалах Японии транслировалась аниме-адаптация манги, подготовленная студией Madhouse. В конце 2016 года было объявлено о выпуске второго сезона сериала, выпускающей мультипликационной студией выступила J.C.Staff. Премьера второго сезона аниме состоялась 9 апреля 2019 года. В августе 2022 года был анонсирован выпуск третьего сезона аниме. В феврале 2024 года вышел трейлер третьего сезона, а также были представлены команда аниматоров и актёры озвучания.

## Сюжет
На неназванной планете бушуют монстры, для борьбы с которыми была создана Ассоциация Героев (англ. Hero Association). В ней каждый из её членов ранжируется от класса «C» до класса «S». Класс героя зависит от его репутации и способностей.
Главный герой — Сайтама, совершающий героические поступки ради собственного развлечения. Он с детства мечтал стать супергероем. Повзрослев и впервые сразившись с монстром, он начал свои тренировки, которые, по его словам, довели его до того, что ныне он может одолеть любого соперника одним ударом. Несмотря на свои подвиги, Сайтама не афишировал их и долгое время оставался неизвестным обществу. Обретя в качестве ученика юного киборга Геноса, Сайтама узнаёт от него о Ассоциации Героев и вступает в неё, пройдя с рекордами все физические испытания, но завалив письменную часть, из-за чего попадает в C-класс, а Генос в S-класс. Так получается, что большинство героев, что знакомятся с Сайтамой, смотрят на него «свысока», не веря в то, что он на самом деле сильнее любого Героя Ассоциации, но те, кто узнают его ближе, начинают его уважать и проситься в его ученики. Постепенно имя Сайтамы обретает некую известность, однако общество по-прежнему отказывается признавать его заслуги и даже подвергает героя критике за уничтоженные в ходе битв городские строения. Несмотря на это, Сайтама продолжил своё участие в Ассоциации героев и был позже зачислен в B-класс.
После атаки инопланетян, корабль которых был уничтожен Сайтамой, Ассоциация Героев получила дополнительное финансирование и расширила собственное влияние. Монстры, недовольные усилением Ассоциации Героев, создали собственную Ассоциацию Монстров (англ. Monster Association), которая начала организованную борьбу с героями.

## Главные персонажи
Сайтама (яп. サイタマ), имя в Ассоциации героев «Лысый Плащ» (яп. ハゲマント Хагэманто) — 25-летний главный герой и сильнейший персонаж в своей вселенной. По его словам, он обрёл свою невероятную силу выполняя на протяжении нескольких лет тренировку: 100 отжиманий, 100 приседаний, 100 на пресс и 10 км бега, каждый день. От пережитого стресса его ранее черные волосы, полностью выпали на его голове, оставив лысым.  Живёт в заброшенной части города Z, жители которого покинули этот район из-за частого появления в нём опасных монстров. Несмотря на свою бесподобную силу остался незамеченным для людей.
Сэйю: Макото Фурукава
Генос (яп. ジェノス Дзэносу) (имя в Ассоциации героев — «Кибер-демон» (яп. 鬼サイボーグ Они Саибо:гу)) — 19-летний юноша-киборг. Одержим идеей мести таинственному киборгу, который уничтожил его городок и убил всех родных. Постоянно ищет пути стать сильнее, ради чего готов на всё. Всё его тело, кроме мозга, является механическим. После того, как Генос увидел мощь Сайтамы, он решил стать его учеником и переехал в дом к своему новому учителю. После зачисления вместе с Сайтамой в Ассоциацию Героев сразу же был принят в S-класс.
Сэйю: Кайто Исикава
Бэнг (яп. バング Бангу) (имя в Ассоциации героев — «Серебряный Клык» (яп. シルバーファング Сируба: Фангу)) — Пожилой человек, 3 герой в S-классе, в Ассоциации героев. Один из сильнейших мастеров боевых искусств, владеющий стилем "Кулак Горного Потока, Разрушающий Камни", созданный им лично. Имеет собственное додзё, которое лишилось практически всех учеников после инцидента с Гароу. Признаёт Сайтаму сильнейшим из когда-либо увиденных им людей и, видя в нем огромный потенциал, желает взять его в ученики.
Сэйю: Кадзухиро Ямадзи
«Кинг» (яп. キング Кингу) — герой S-класса и седьмой из сильнейших в реестре героев. На самом деле является обычным отаку, не обладающим никакими способностями, и боится любой экстремальной ситуации. В такие моменты у Кинга происходит учащение сердцебиения, которое ошибочно воспринимается окружающими, как готовность к сражению, но на деле он просто сильно нервничает. Попал в реестр героев из-за того, что часто оказывался рядом с местом уничтожения монстров, убитых Сайтамой. Непреднамеренно получил славу за подвиги последнего. Кинг сблизился с Сайтамой и нашёл с ним общий интерес к видеоиграм.
Сэйю: Хироки Ясумото
Гароу (яп. ガロウ Гаро:) — мастер боевых искусств и лучший ученик Бэнга, изгнанный им за инцидент с избиением почти всех его учеников, вследствие которого большинство покинуло додзё. После этого он начал охоту на членов Ассоциации героев, объявив себя «охотником на героев», чтобы стать монстром. Ассоциация монстров пыталась завербовать Гароу в свои ряды, однако последний отказался лишаться своей человечности и убивать людей, в итоге стал врагом одновременно для двух организаций.
Сэйю: Хикару Мидорикава

## Медиа

### Аниме

#### Первый сезон
| #  | Название эпизода                                                   | Дата выхода в эфир |
| 01 | Сильнейший человек (яп. 強の男 Сайкё: на отоко)                    | 4 октября 2015 г.  |
| 02 | Одинокий Киборг (яп. 高のサイボーグ Коко: но сайбо:гу)             | 11 октября 2015 г. |
| 03 | Навязчивый ученый (яп. 念の科学者 Сю:нэн но кагакуся)              | 18 октября 2015 г. |
| 04 | Современный ниндзя (яп. 時の忍者 Имадоки но ниндзя)                | 25 октября 2015 г. |
| 05 | Величайший учитель (яп. 究極の師 Кю:кёку но си)                    | 1 ноября 2015 г.   |
| 06 | Ужасающий город (яп. 恐の都市 Сайкё: но тоси)                      | 8 ноября 2015 г.   |
| 07 | Потрясающий ученик (яп. 至高の弟子 Сико: но дэси)                  | 15 ноября 2015 г.  |
| 08 | Глубоководный король (яп. 深海の王 Синкай но о:)                   | 22 ноября 2015 г.  |
| 09 | Непоколебимая справедливость (яп. 不屈の正義 Фукуцу но сэйги)      | 29 ноября 2015 г.  |
| 10 | Непреодолимая опасность (яп. かつてない程の危機 Кацутэнай но кики) | 6 декабря 2015 г.  |
| 11 | Правитель вселенной (яп. 全宇宙の覇者 Дзэн утю: но хася)           | 13 декабря 2015 г. |
| 12 | Сильнейший герой (яп. 最強のヒーロー Сайкё: но хи:ро:)             | 20 декабря 2015 г. |

#### Второй сезон
| #  | Название эпизода                                                 | Дата выхода в эфир |
| 13 | Возвращение героя (яп. ヒーローの帰還 Хи:ро: но кикан)           | Апрель 9, 2019     |
| 14 | Человек-Монстр (яп. 人間の怪物 Нингэн но кайбуцу)                | 16 апреля 2019 г.  |
| 15 | Охота начинается (яп. 狩りの始まり Кари но хадзимари)            | 23 апреля 2019 г.  |
| 16 | Стальная бита (яп. 金属のバット Киндзоку но батто)               | 30 апреля 2019 г.  |
| 17 | Турнир боевых искусств (яп. 武術の大会 Будзюцу но тайкай)        | 7 мая 2019 г.      |
| 18 | Восстание монстров (яп. 怪人の蜂起 Кайдзин но хо:ки)             | 14 мая 2019 г.     |
| 19 | Герои Класса S (яп. S級のヒーロー Эсу кю: но хи:ро:)             | 21 мая 2019 г.     |
| 20 | Сопротивление сильных (яп. 強い仲間の抵抗 Цуёй накама но тэйко:) | 28 мая 2019 г.     |
| 21 | Сильные неприятности (яп. 最強の悩み Сайкё: но наями)            | 11 июня 2019 г.    |
| 22 | Окруженное правосудие (яп. 正義の包囲網 Сэйги но хо:ймо:)        | 18 июня 2019 г.    |
| 23 | Виды гордости (яп. それぞれの矜持 Сорэдзорэ но кё:дзи)           | 25 июня 2019 г.    |
| 24 | Пора прибраться за учеником (яп. 弟子の尻拭い Дэси но сиринугуй) | 2 июля 2019 г.     |

#### OVA
| # | Название эпизода                                                      | Дата выхода в эфир |
| 1 | Путь к становлению героем 「ロード・トゥ・ヒーロー, Ро:до ту хи:ро:」 | 4 декабря 2015 г.  |

##### Спецвыпуски
| #   | Название эпизода                                                                     | Дата выхода в эфир |
| SP1 | Тень, которая прокралась слишком быстро 「忍び寄りすぎる影, Синобиёрисугиру кагэ」   | 24 декабря 2015 г. |
| SP2 | Ученик, не умеющий рассказывать истории 「話ベタすぎる弟子, Ханаси бэтасугиру дэси」 | 28 января 2016 г.  |
| SP3 | Слишком сложный ниндзя 「こじれすぎる忍者, Кодзирэсугиру ниндзя                      | 25 февраля 2016 г. |
| SP4 | Самоуверенный Бэнг 「強引すぎるバング, Го:инсугиру Бангу」                           | 29 марта 2016 г.   |
| SP5 | Дела сестринские 「色々ありすぎる姉妹, Ироиро арисугиру симай」                      | 23 апреля 2016 г.  |
| SP6 | Невозможное убийство 「不可能すぎる殺人事件, Фукано:сугиру сацудзин дзикэн」         | 31 мая 2016 г.     |

##### Спецвыпуски 2
| #    | Название эпизода | Дата выхода в эфир |
| SP7  | Сайтама и Посредственная Банда 「サイタマとそこそこの能力者達, Сайтама то сокосоко но но:рёкуся-тати」                 | 25 октября 2019 г. |
| SP8  | Рыбалка со стариками 「おっさん達と釣り, Оссан-тати но цури」                                                          | 25 ноября 2019 г.  |
| SP9  | Генос и потеря памяти 「ジェノスと記憶喪失, Дзэносу то киоку со:сицу」                                                 | 25 декабря 2019 г. |
| SP10 | Игра и соперники 「ゲームとライバル達, Гэ:му то райбару-тати」                                                         | 28 января 2020 г.  |
| SP11 | Гомо-гомо зек и сбегающие преступники 「ぷりぷりプリズナーと脱獄囚人達, Пурипури пуридзуна то дацугоку сю:дзин-тати」) | 27 февраля 2020 г. |
| SP12 | Невозможное убийство 2 不可能すぎる殺人事件, Фукано:сугиру сацудзин дзикэн цу:」                                       | Март 31, 2020 г.   |

## Видеоигра
25 июня 2019 года было объявлено о выходе видеоигры One Punch Man: A Hero Nobody Knows на PlayStation 4, Xbox One, и PC; трейлер вышел в тот же день.

## Критика
Манга и аниме-сериал «Ванпанчмен» были крайне положительно приняты критиками. Ксения Аташева из журнала «Мир фантастики» отмечала, что сюжет произведения отлично высмеивает различные супергеройские клише. Особенно обозреватель выделяла при этом получившийся образ Сайтамы, который комично смотрится благодаря отстранённой реакции на пафосные речи злодеев. Также был отмечен контраст в изображении боевых и повседневных сцен: первые были «старательно прорисованы в лучших традициях жанра, с динамичными ракурсами и предельно серьёзными выражениями на реалистичных лицах героев», в то время как вторые были выполнены в нарочито простой карикатурной стилистике. Ребекка Сильверман из интернет-портала Anime News Network отмечала очень интересный подход мангак к дизайну противников Сайтамы, детализацию фоновых изображений и юмор работы, изобилующий абсурдными и пародийными элементами.
Другой обозреватель Anime News Network Джейкоб Чепмен назвал первый сезон аниме-адаптации «безупречной комедией о неизбежной экзистенциальной тоске», которая несмотря на «глупую предпосылку заключала в себе множество сильных эмоций» и заставляла зрителя сопереживать Сайтаме в его желании встретиться с действительно серьёзным противником. На взгляд Чепмена, первый сезон сериала «Ванпанчмен» являлся одним из лучших аниме осени 2015 года. В этом мнении критик был поддержан своими коллегами по порталу, утверждавшими, что сериалы подобного уровня появляются далеко не в каждом сезоне.